# Xã Arlington, Michigan
Xã Arlington (tiếng Anh: Arlington Township) là một xã thuộc quận Van Buren, tiểu bang Michigan, Hoa Kỳ. Năm 2010, dân số của xã này là 2.073 người.